# 曹翕
曹翕（?—?），中国三国時代曹魏宗室，西晋人物，曹魏东平王，晋朝廩丘公。祖父魏武帝曹操。父東平灵王曹徽，子曹琨。
正始3年（242年），父亲去世後继承王位。景初、正元、景元年間加增食邑，計領3400户。
西晋時代封廩丘公，名声仅次于鄄城公曹志。泰始2年（266年），子曹琨入朝，武帝司馬炎任命为騎都尉，赐衣服和钱币。
曹翕著医書《解寒食散方》。